# 김재원 (배우)
김재원(金載沅, 1981년 2월 18일 ~ )은 대한민국의 배우이다.

## 생애
1981년 2월 18일 서울특별시에서 태어났다. 2000년 《허니허니》로 데뷔하였고, 2002년 한일월드컵의 열기를 누르고 드라마 《로망스》에 출연하게 되어서 일약 스타덤에 올라 살인미소와 함께 큰 인기를 얻었다. 이후 《황진이》,《내 마음이 들리니》, 《메이퀸》, 《스캔들: 매우 충격적이고 부도덕한 사건 》등 다양한 드라마에서 다양한 연기를 선보여 대중들에게 큰 사랑을 받았다.

## 학력
- 서울개원국민학교 (1994년 졸업)
- 정자중학교 (1997년 졸업)
- 분당중앙고등학교 (2000년 졸업)
- 상명대학교 연극과 학사
- 한양대학교 국제관광대학원

## 생애 및 활동

### 어린시절
김재원은 서울특별시에서 1남 1녀중 막내로 태어났다.그는 교육자이신 부모님 곁에서 어린시절을 보낸다.
빠른 81년생이지만 제나이에 초등학교를 입학했다.
어린시절부터 태권도,유도 등 여러 가지 무술을 하는 것을 좋아했다고 한다.
그는 데뷔 전 레스토랑에서 주방보조로 일했다.

### 2001: 데뷔초
그는 2001년 SBS 시트콤 《허니허니》로 데뷔하였다. 신인시절임에도 그는 극중 훤칠한 키와 외모를 보여주었다. 그는 SBS  인기가요에서 김정화와 함께 진행을 맡았고, 배두나와 함께 단막극 《오픈드라마 남과 여 - 넌 사랑이라고 말하지 난 욕망이라고 생각해》에서 한승재 역을 맡았고, 금요드라마 《우리집》에서 한우리 역으로 활약한바 있다.

### 2002-2003:로망스, 스타로써 주목 성공
2002년 MBC 수목드라마 《로망스》에서 여선생님(김하늘)을 사랑하는 최관우 역을 맡았다. 당시 한일월드컵의 열기에도 불구하고 30%대 시청률,최고 시청률 33%를 기록하며 큰 인기를 얻었다. 같은해, 그는 《내 사랑 팥쥐》에서 놀이공원을 배경으로 하여 재벌2세로 출연하여 한 여자(장나라)를 사랑하는 역할로 대중들에게 큰 사랑을 받았다. 그리고 그는 SBS 주말특별기획 드라마  《라이벌》에서 조직폭력배이지만 한 여자(소유진)를 사랑하는 강우혁 역을 맡았다. 당시 최고시청률이 31.7%를 기록하며 성공적인 작품으로 거듭났다.
그는 그해 열린 MBC 연기대상에서 신인상과 인기상을 수상하였고 SBS 연기대상에서는 뉴스타상,인기상,10대스타상,Sbsi상을 수상하였다.
2002년 그는 3편의 드라마에 출연하게 되면서 큰 인기와 호평을 많이 받았으며 "살인미소"라는 별명까지 얻게 되어 일약 스타덤에 올랐고 "김재원 신드롬"을 일으키면서 배우로써 전성기를 맞이했다. 그는 안정환과 "꽃을 든 남자" CF에 출연하면서 "피부가 장난이 아닌데"라는 대사를 하여 그의 하얀피부와 미소년 이미지가 큰 화제가 되기도 하였다.
그는 SBS 드라마  한국 전통주 시장을 이끌려는 젊은이들의 애환을 나타낸《술의 나라》에 출연하였다. 작년 라이벌에 같이 활약한 김민정과 다시 재회한 작품이기도한다. 도중 작가교체 등 많은 혼란이 있어 마지막에서는 유종의 미를 거두지 못하였다.

### 2004-2006:영화 도전 및 해외진출로 한류스타 발돋움
2004년 그는 《내 사랑 싸가지》 라는 영화에 출연하였다. 이 작품은 그의 첫 영화 도전이기도 하다. 당시 여배우 하지원과 같이 호흡을 맞추었다. 깡통을 계기로 여학생을 노예로 삼았지만 사랑의 감정을 느껴 사랑하게 된 안형준 역을 맡았지만, 관객수는 29만명이었기에 끝내 흥행하지는 못하였다.
그의 첫 KBS드라마  《북경,내사랑》은 중국과 한국을 초월한 사랑이야기를 그린 드라마였다. 당시 그는 대기업 회장 아들 나민국 역을 맡았다. 역사왜곡과 대사 그리고 시기에 큰 문제가 있어 한국에서 4~5%대의 저조한 시청률이 나와 흥행에 실패한 작품이다. 하지만 그가 Top TV Series Ceremony에서 해외 최고 연기상을 수상하는 등 중국에 진출해 큰 인기를 끈 계기가 되기도 하였다.
같은해, SBS 드라마  《형수님은 열아홉》에서 의사이자 동생을 좋아하는 강민재 역을 맡아 드라마에서도 컴백하였다.
2005년 MBC 드라마 《원더풀 라이프》에서 철부지 대학생이 아이를 통해 진정한 사랑을 깨닫은 한승완 역으로 컴백하였다.
《로망스》, 《원더풀 라이프》, 《형수님은 열아홉》,  《북경,내사랑》 등 출연을 계기로 특히 중국에서는 "찐짜이유웬"이라는 별명으로 국내뿐만이 아닌 해외에서도 엄청난 인기를 끌게 되었다. 또한, 《한류스타 김재원과 함께 배우는 DVD 한국어회화》 이 저서가 일본에서 폭발적인 인기를 끌었다. 이러한 이유로 일본,중국,대만,말레이시아 등 서아시아와 동남아시아 지역에서 한류열풍을 이끌기도 하였다.
2006년 그는 KBS 《위대한 유산》에 출연하였다. 당시 한자리수 시청률로 흥행에 성공하진 못하였다. 그리고 《황진이》에서 첫 사극을 도전하는 시기였다. 첫 사극을 도전함에도 침착하고 안정적인 연기를 선보이며 호평을 받았다. 또한, 이 작품은 전 영화에서 출연한 하지원과 두번째 만나는 작품이기도 하였다

### 2011-2019:내마음이들리니, 군 제대후 성공적인 복귀
군 제대후 2011년 MBC 드라마 《내 마음이 들리니》에서 청각장애인 차동주 역을 잘 소화하여 군 제대후 성공적으로 복귀하였다. 그해 열린 MBC 연기대상에서 미니시리즈부문 우수상과 남자 인기상을 수상하였다.
높은 인기에 힘업어 《나도,꽃!》에 캐스팅이 되었지만, 촬영중 오토바이를 타다 큰 부상을 당하게 되어 하차하게 되어 큰 아픔을 겪었다.
2012년 MBC 드라마 《메이퀸》에서 배를 만드는 일을 좋아하며 그 꿈을 이루기 위해 노력하는 강산 역을 맡았다. 그해 열린 시상식에서 연속극부문 최우수연기상을 수상하였다.
2013년 《스캔들: 매우 충격적이고 부도덕한 사건 》에서 겉은 차갑지만 내면은 따뜻한 하은중 형사 역할을 잘 소화하였다. 그해 열린 시상식에서 특별기획부문 최우수연기상을 수상하였다.
그는 군 제대 후 3번 연속으로 문화방송 연기상을 수상하였고, 그의 연기를 다시 한 번 증명하게 되는 계기가 되었다.
그는 또한 《사남일녀》, 《리얼스토리 눈》 ,《매직 컨트롤》 등 많은 예능과 시사교양 프로그램에서 게스트와 진행을 맡으며 활약하며 네티즌들에게 호평을 받았다.
《라디오 스타》에서 중저음의 노래실력과 팔꿉혀펴기가 큰 화제가 되기도 하였다.
《화정》에서 능양군,인조 역을 맡았다. 당시 저조한 시청률이었지만 그해 열린 대한민국 문화연예대상에서 드라마부문 최우수연기상을 수상하였고 《아버님 제가 모실게요》 에서는 자신에게 상처를 준 사람에게 복수를 하고 능력있는 사업가 이현우 역을 맡아 출연하였다.
2018년 SBS 드라마 《그녀로 말할 것 같으면》에서 한 여자를 성형해주어 인생을 바꾸어준 한강우 역을 맡아 잘 소화해 그해 열린 시상식에서 주말 ㆍ 일일드라마부문 최우수연기상을 수상하였다.2019년 OCN 드라마 《신의 퀴즈: 리부트》에서 데뷔 처음으로 악역 현상필 역에 도전하였다. 첫 악역임에도 불구하고 무리없이 소화해 대중들에게 호평을 받았다.

### 2020-현재: 편스토랑, 예능에서 큰 인기
2020년 《신상출시 편스토랑》에서 그의 아들과 함께 출연하면서 많은 화제가 되고있다. 그는 방송에서 그동안 공개하지 못한 자기의 일상, 요리실력,  그의아들,김이준 군을 보여주며 출연하여 시청자들에게 호평을 많이 받고 있다. 또한, 그의 아들과 활발한 광고모델로 활약하고 있다. 참고로, 그는 그의 아들과 포스트 콘푸라이트, 국민건강보험 광고모델로 활약하였다. 최근 《손현주의 간이역》 백양사역 편에서 2002년 드라마 라이벌에서 활약한 소유진과 19년만에 재회하였다. 방송 중 둘의 풋풋한 옛 이야기를 하면서 큰 화제가 되었다. 그는 또한 TV조선 예능프로그램 "골프왕"에 게스트로 출연해 출중한 골프실력을 보여준 바 있다.

## 연기 활동

### 영화
| 연도   | 제목               | 역할      | 참고   |
| ------ | ------------------ | --------- | ------ |
| 2004년 | 《내 사랑 싸가지》 | 안형준 역 | 29만명 |

### 드라마
아침연속극과 저녁 일일연속극에 출연한 적이 없다.
| 연도   | 방송사     | 제목                                                    | 역할                   | 참고              | 일본판 성우진   |
| ------ | ---------- | ------------------------------------------------------- | ---------------------- | ----------------- | --------------- |
| 2001년 | SBS        | 일일시트콤 《허니허니》                                 | 김재원 역              | 37부작            |                 |
| 2001년 | SBS        | 단막극 《오픈드라마 남과 여》                           | 한승재                 | -                 |                 |
| 2001년 | MBC        | 금요드라마 《우리 집》                                  | 한우리 역              | -                 |                 |
| 2002년 | MBC        | 수목 미니시리즈 《로망스》                              | 최관우 역              | 16부작            |                 |
| 2002년 | MBC        | 월화 미니시리즈 《내 사랑 팥쥐》                        | 강승준 역              | 10부작            |                 |
| 2002년 | SBS        | 주말 특별기획 《라이벌》                                | 강우혁 역              | 20부작            |                 |
| 2003년 | SBS        | 수목 드라마스페셜 《술의 나라》                         | 서준 역                | 18부작            |                 |
| 2004년 | SBS        | 드라마스페셜 《형수님은 열아홉》                        | 강민재 역              | 16부작            |                 |
| 2004년 | KBS, CCTV1 | 월화미니시리즈 《북경, 내 사랑》                        | 나민국 역              | 16부작, 한국 합작 |                 |
| 2005년 | MBC        | 월화 미니시리즈 《원더풀 라이프》                       | 한승완 역              | 16부작            |                 |
| 2006년 | KBS        | 수목 미니시리즈 《위대한 유산》                         | 강현세 역              | 17부작            |                 |
| 2006년 | KBS        | 수목 특별기획 《황진이》                                | 김정한 역              | 24부작            |                 |
| 2011년 | MBC        | 주말 특별기획 《내 마음이 들리니》                      | 차동주 역              | 30부작            | 토리우미 코스케 |
| 2012년 | MBC        | 주말 특별기획 《메이퀸》                                | 강산 역                | 38부작            |                 |
| 2013년 | MBC        | 주말 특별기획 《스캔들: 매우 충격적이고 부도덕한 사건》 | 하은중 / 장은중 역     | 36부작            |                 |
| 2015년 | MBC        | 월화 미니시리즈 《화정》                                | 능양군, 인조 역        | 50부작            |                 |
| 2016년 | MBC        | 주말 특별기획 《아버님 제가 모실게요》                  | 이현우, 데브비드 리 역 | 50부작            |                 |
| 2018년 | SBS        | 주말 특별기획 《그녀로 말할 것 같으면》                 | 한강우 역              | 40부작            |                 |
| 2018년 | OCN        | 수목 미니시리즈 《신의 퀴즈: 리부트》                   | 현상필 역              | 16부작            |                 |

## 연기 외 활동

### 진행
- SBS 《생방송 인기가요》 MC
- SBS 《기아체험24시》 MC
- KMTV 《2002 Korean Music Awards》 MC
- 국군방송 FM 《위문열차》 MC
- Friends FM 《김재원, 이동욱의 주고 싶은 마음 듣고 싶은 얘기》 DJ
- On Style 《겟 잇 뷰티 옴므》 MC
- MBC 《2012 MBC 연기대상》 MC
- MBC 《리얼스토리 눈》 MC
- TV조선 《매직 컨트롤》 MC

### 예능·교양 프로그램 출연
- 2002년 3월 MBC 《목표달성! 토요일 - 애정만세》 - 게스트
- 2002년 7월 SBS 《한선교, 정은아의 좋은아침》 - 게스트
- 2002년 7월 MBC 《일요일, 일요일 밤에 - 러브하우스》 - 게스트
- 2002년 11월 SBS 《신동엽 김원희의 헤이헤이헤이》 - 게스트
- 2002년 11월 SBS 《좋은 친구들 - 스타성공학개론》 - 인터뷰
- 2003년 1월 KBS2 《김용만, 박수홍의 특별한 선물》 - 게스트
- 2003년 9월 SBS 《빅쇼 삼총사》 - 게스트
- 2004년 1월 KBS2 《윤도현의 러브레터》 - 게스트
- 2004년 1월 SBS 《한선교, 정은아의 좋은아침》 - 게스트
- 2004년 1월 KBS2 《해피투게더 - 쟁반노래방》 - 게스트
- 2004년 6월 KBS2 《일요일은 101% - 여걸파이브》 - 게스트
- 2004년 6월 KBS2 《로그인》 - 게스트
- 2004년 6월 KBS2 《해피투게더 - 쟁반노래방》 - 게스트
- 2004년 7월 SBS 《김용만, 신동엽의 즐겨찾기》 - 게스트
- 2004년 8월 MBC 《토크쇼 임성훈과 함께》 - 게스트
- 2005년 3월 MBC 《유재석 김원희의 놀러와》 - 게스트
- 2006년 5월 KBS2 《상상플러스》 - 게스트
- 2007년 8월 MBC 《이영자 박수홍의 지피지기》 - 게스트
- 2009년 11월 SBS 《찾아라! 녹색황금》 - 게스트
- 2010년 3월 국방TV 《문화가 좋다》 - 게스트 MC
- 2011년 9월 30일 MBC 《MBC 스페셜 - 네 발의 전우, 군견》 - 내레이션
- 2011년 11월 18일 MBC 《MBC 스페셜 - 까막딱따구리 둥지 쟁탈전》 - 내레이션
- 2012년 5월 SBS 《희망TV - 모래벼룩 에프터/차드 희망학교》 - 내레이션
- 2012년 9월 온스타일 《겟 잇 뷰티 옴므》 - MC
- 2012년 12월 MBC 창사 51주년 특집다큐멘터리 《생존 - 프롤로그 인간 자연과 숨쉬다》 - 내레이션
- 2013년 1월 MBC 창사 51주년 특집다큐멘터리 《생존 - 3부 나미브의 붉은 여전사/ 4부 나미브의 슬픈 사냥꾼》 - 내레이션
- 2014년 1월 MBC 《사남일녀》 - 출연
- 2015년 11월 SBS 《잘먹고 잘사는 법, 식사하셨어요?》 - 게스트(80, 81회 북경 특집)
- 2016년 12월 MBC 《라디오스타》 - 게스트
- 2017년 4월 MBC 《은밀하게 위대하게》 - 게스트
- 2020년 10월 KBS2 《신상출시 편스토랑》 - 게스트
- 2021년 7월 MBC 《손현주의 간이역》 - 게스트
- 2021년 10월 KBS2 《옥탑방의 문제아들》 - 게스트
- 2022년 10월 JTBC 《오버 더 톱》 - 출연
- 2023년 8월 MBC 《라디오스타》 - 게스트
- 2023년 10월 MBC 《구해줘!홈즈》 - 게스트
- 2025년 3월 ENA 《퀵빌드 미라클 하우스》 - 메인MC

### 음반
- 2008년 《Promise - Onaji Sora no Shita》 (일본 싱글앨범)
- 2013년 《Stay In The Moment》

### 도서
- 《한류스타와 말하는 DVD한국어회화 입문-김재원 편 [韓流スターと話すDVD韓国語会話入門 - キムジェウォン編]》

## 광고
- 2001년 롯데칠성음료 - 하이주
- 2001년 SK텔레콤 - 파워디지털 017
- 2002년 와이더덴닷컴 700 - 5082 컬러링
- 2002년 웅진식품 - 초록매실
- 2002~2003년 소망화장품 - 꽃을 든 남자 컬러로션 (with 안정환)
- 2002~2003년 소망화장품 - 꽃을 든 남자 컬러로션 (with 한가인)
- 2002년 BR코리아 던킨 도너츠 던킨 오리지널커피
- 2002년 BR코리아 던킨 도너츠
- 2002~2003년 잠뱅이 - 잠뱅이 (with 박지윤)
- 2002~2003년 잠뱅이 - 잠뱅이(with 성유리)
- 2003년 스마트에프앤디 스마트 학생복 (with 장나라)
- 2004년 에스앤비 인터패션 - SUBI
- 2005~2006년 행텐코리아 - 행텐 (with 최여진)
- 2005~2006년 행텐코리아 - 행텐(with 이영은)
- 2005년 도도화장품 - DODO CLUB 대만
- 2006년 행텐코리아 - 행텐 동남아시아
- 2012년 독일 아웃도어 잭울프스킨
- 2013년 롯데JTB
- 2013~2014년 쥬비스 (with 조윤희)
- 2013~2014년 쥬비스 (with 한지혜)
- 2021년 국민건강보험
- 2021년 포스트 콘푸라이트
- 2021년 자살예방 캠페인
- 2021년 풀무원건강생활 유어락

## 홍보대사
- 2005년 TV Korea Showcase 2005 홍보대사
- 2005년 한류스타 아세안 국가 순회 행사 홍보대사
- 2007년 싱가포르 관광청 싱가포르 관광 홍보대사
- 2008년 상명대학교 홍보대사
- 2011년 2011 국방홍보원 홍보대사
- 2013년 제5회 DMZ국제다큐멘터리영화제 홍보대사
- 2013년 자금세탁방지의 날 명예 홍보대사 (2013.11.28)
- 2014년 용인세무서 일일 명예 홍보실장 (2014.03.03)

## 수상 및 후보
| 연도 | 시상식                          | 부문                                   | 작품                                  | 결과 |
| ---- | ------------------------------- | -------------------------------------- | ------------------------------------- | ---- |
| 2002 | 제18회 한국 베스트드레서 시상식 | TV 연기자부문 베스트드레서             |                                       | 수상 |
| 2002 | MBC 연기대상                    | 미니시리즈부문 남자 신인연기상         | 로망스, 내 사랑 팥쥐                  | 수상 |
| 2002 | MBC 연기대상                    | 남자 인기상                            | 로망스, 내 사랑 팥쥐                  | 수상 |
| 2002 | SBS 연기대상                    | 뉴스타상                               | 라이벌                                | 수상 |
| 2002 | SBS 연기대상                    | 남자 인기상                            | 라이벌                                | 수상 |
| 2002 | SBS 연기대상                    | SBSi상(네티즌 최고 인기상)             | 라이벌                                | 수상 |
| 2002 | SBS 연기대상                    | 10대 스타상                            | 라이벌                                | 수상 |
| 2005 | 제1회 Top TV Series Ceremony    | 해외최고스타상                         | 북경,내사랑                           | 수상 |
| 2010 | 제4회 케이블TV방송대상          | 올해의 스타상                          |                                       | 수상 |
| 2011 | 2011년 재경일보 올해의 스타상   | 남우주연상                             | 내 마음이 들리니                      | 수상 |
| 2011 | 제4회 코리아 드라마 어워즈      | 남자 주연상                            | 내 마음이 들리니                      | 후보 |
| 2011 | MBC 드라마대상                  | 미니시리즈부문 남자 우수연기상         | 내 마음이 들리니                      | 수상 |
| 2011 | MBC 드라마대상                  | 남자 인기상(시청자투표)                | 내 마음이 들리니                      | 수상 |
| 2011 | MBC 드라마대상                  | 베스트 커플상 (with 황정음)            | 내 마음이 들리니                      | 후보 |
| 2012 | 제20회 대한민국문화연예대상     | 한류스타상                             | 메이퀸                                | 수상 |
| 2012 | 제20회 대한민국문화연예대상     | 드라마부문 남자 최우수연기상           | 메이퀸                                | 후보 |
| 2012 | MBC 연기대상                    | 대상                                   | 메이퀸                                | 후보 |
| 2012 | MBC 연기대상                    | 연속극부문 남자 최우수연기상           | 메이퀸                                | 수상 |
| 2012 | MBC 연기대상                    | 남자 인기상                            | 메이퀸                                | 후보 |
| 2013 | MBC 연기대상                    | 대상                                   | 스캔들: 매우 충격적이고 부도덕한 사건 | 후보 |
| 2013 | MBC 연기대상                    | 특별기획부문 남자 최우수연기상         | 스캔들: 매우 충격적이고 부도덕한 사건 | 수상 |
| 2013 | MBC 연기대상                    | 남자 인기상                            | 스캔들: 매우 충격적이고 부도덕한 사건 | 후보 |
| 2013 | MBC 연기대상                    | 베스트 커플상 (with 조윤희)            | 스캔들: 매우 충격적이고 부도덕한 사건 | 후보 |
| 2014 | 제9회 서울 드라마 어워즈        | 남자배우부문                           | 스캔들: 매우 충격적이고 부도덕한 사건 | 후보 |
| 2015 | MBC 연기대상                    | 특별기획부문 남자 우수연기상           | 화정                                  | 후보 |
| 2015 | 제23회 대한민국 문화연예대상    | 드라마부문 최우수연기상                | 화정                                  | 수상 |
| 2017 | MBC 연기대상                    | 주말극부문 남자 최우수연기상           | 아버님 제가 모실게요                  | 후보 |
| 2018 | SBS 연기대상                    | 주말ㆍ일일드라마부문 남자 최우수연기상 | 그녀로 말할 것 같으면                 | 수상 |
| 2020 | KBS 연예대상                    | 리얼리티 부문 신인상                   | 신상출시 편스토랑                     | 수상 |